# واپلفلد
واپلفلد (به آلمانی: Wapelfeld) یک شهر در آلمان است که در Mittelholstein واقع شده‌است.
 واپلفلد  ۳۵۰ نفر جمعیت دارد.